# Postkeynesizm
Postkeynesizm – szkoła myśli ekonomicznej, zaliczana do nurtu keynesizmu, zapoczątkowanego fundamentalną pracą Johna Maynarda Keynesa pt. Ogólna teoria zatrudnienia, procentu i pieniądza. Do grona twórców i głównych przedstawicieli postkeynesizmu należą Michał Kalecki, Joan Robinson, Nicholas Kaldor i Paul Davidson. Postkeynesistami byli również m.in. Hyman Minsky oraz laureat Nagrody Banku Szwecji im. Alfreda Nobla w dziedzinie ekonomii z 1996 roku William Vickrey. Szkoła postkeynesowska jest uznawana za najbliższą oryginalnym przekonaniom Johna M. Keynesa.

## Historia
Za początek funkcjonowania uznaje się rok 1974, w którym to odbyło się zebranie organizacyjne jej późniejszych przywódców m.in. Sidneya Weintrauba, Paula Davidsona, Joan Robinson i Johna Eatwella. W czasie tego spotkania powołano do życia czasopismo „Journal of Post-Keynesian Economics” które stało się głównym pismem szkoły.
Postkeynesizm jest nurtem heterodoksyjnym, ponieważ odrzuca 3 założenia ekonomii neoklasycznej:
- Ergodyczność (czyli determinizm ekonomiczny, założenie, że przyszłość jest statystycznym odzwierciedleniem przeszłości i tym samym nie mamy do czynienia z niepewnością przyszłości, a jedynie rozkładem prawdopodobieństwa). W zamian przyjmują założenie nieergodyczności, czyli wprowadzają fundamentalny czynnik niepewności do analiz ekonomicznych, a dane historyczne odnoszą się do innego rozkładu prawdopodobieństwa niż przyszłość, decyzje są oparte na subiektywnych oczekiwaniach[3].

- Neutralność pieniądza – w odróżnieniu od innych szkół odwołujących się do Keynesa, postkeynesiści uważają, że pieniądz jest nieneutralny zarówno w krótkim, jak i w długim okresie, co wynika z właściwości każdej decyzji gospodarczej, będącej w istocie monetarnym kontraktem, a także z twierdzenia, że celem produkcji jest akumulacja majątku w postaci pieniężnej. Ponieważ logika przedsiębiorcy polega na wydawaniu pieniędzy (na wynagrodzenia, maszyny) w celu uzyskania większej ilości pieniędzy (ze sprzedaży), przyszłość jest niepewna, a monetarne kontrakty zwykle zawierają odsetki, to ekonomia potrzebuje więcej pieniądza w celu wzrostu, żeby zaspokoić wszystkie monetarne kontrakty[4]. Sztywna podaż pieniądza będzie więc oddziaływać negatywnie na gospodarkę, co przeczy zarówno krótkookresowej, jak i długookresowej neutralności pieniądza. W dodatku pieniądz jest endogeniczny, czyli jego podaż jest ustalana wewnętrznie w gospodarce poprzez decyzje banków i pożyczających[5].

- Aksjomat substytucji – czyli przekonanie, że występuje substytucja pomiędzy wszelakimi rodzajami dóbr. W odniesieniu do pieniądza Keynes twierdził, że wzrastający popyt na płynność i wzrost relacji cen aktywów płynnych do aktywów niepłynnych wykorzystywanych w produkcji dóbr nie przełoży się na wzrost popytu na aktywa niepłynne, więc substytucja w tym przypadku nie występuje. Dlatego wzrost skłonności do oszczędzania nie przełoży się na substytucję drożejącego pieniądza np. na materiały, czyli ubytek w popycie nie będzie zrekompensowany. Implikuje to występowanie przymusowego bezrobocia[6].

## Przedstawiciele
- Michał Kalecki
- Joan Robinson
- Nicholas Kaldor
- Paul Davidson
- Hyman Minsky
- Piero Sraffa
- Abba P. Lerner
- William Vickrey
- Alfred Eichner
- Victoria Chick
- Michael Hudson
- Frederic S. Lee
- Steve Keen
- Marc Lavoie

## Publikacje
- Akumulacja kapitału Joan Robinson
- Rozwiązanie Keynesa Paul Davidson
- Teoria dynamiki gospodarczej Michał Kalecki